# Cercoceracris punicea
Cercoceracris punicea är en insektsart som först beskrevs av Gerstaecker 1889.  Cercoceracris punicea ingår i släktet Cercoceracris och familjen gräshoppor. Inga underarter finns listade i Catalogue of Life.